# 2 Dywizja Kawalerii (austro-węgierska)

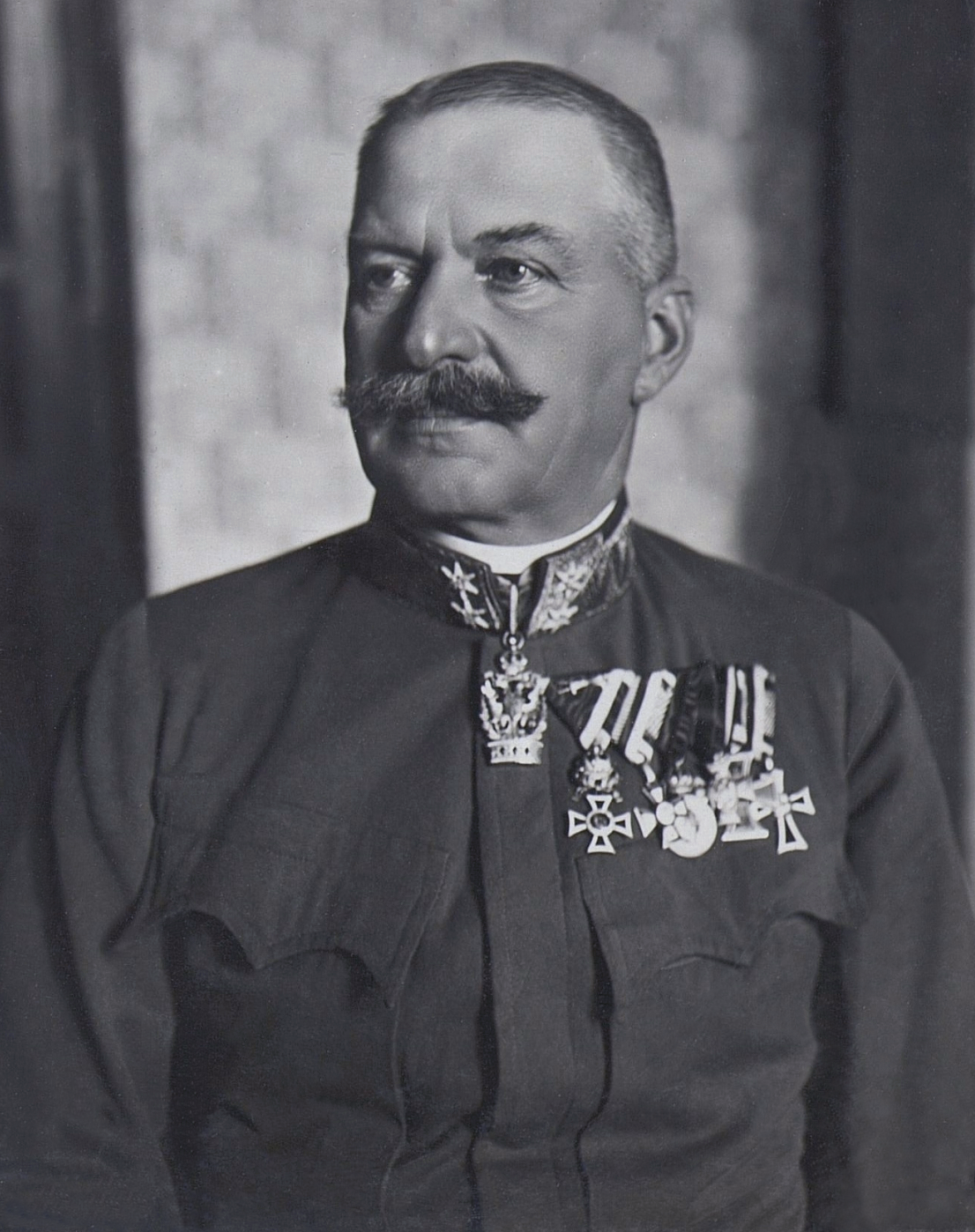
FML Albert Abele von und zu Lilienberg

2 Dywizja Kawalerii (2. KTD., KTDiv. Pozsony) – wielka jednostka kawalerii cesarskiej i królewskiej Armii.

## Historia dywizji
W 1908 roku na terytorium 5 Korpusu została zorganizowana Dywizja Kawalerii Pozsony. W skład dywizji włączono 16 Brygadę Kawalerii w Mariborze oraz eksterytorialnie 3 Brygadę Kawalerii, która stacjonowała w Mariborze na terytorium 3 Korpusu. Komenda dywizji została utworzona z oficerów rozwiązanej Dywizji Kawalerii Lwów i umieszczona w Bratysławie (węg. Pozsony). Komendantowi dywizji pod względem taktycznym podporządkowano ponadto Dywizjon Artylerii Konnej Nr 5, który wchodził w skład 5 Brygady Artylerii Polowej.
W 1912 roku dywizja została przemianowana na 2 Dywizję Kawalerii.
W latach 1909–1914 w skład dywizji wchodziła:
- 3 Brygada Kawalerii w Mariborze
- 16 Brygada Kawalerii w Bratysławie
- Dywizjon Artylerii Konnej Nr 5 w Bratysławie[1][2].

W sierpniu 1914 roku, po zarządzeniu mobilizacji, dywizja przeszła do odwodu Naczelnej Komendy Armii (niem. Armeeoberkommando).

## Obsada personalna komendy dywizji
Komendanci dywizji
- FML Karl Tersztyánszky von Nádas(inne języki) (1908[4] – 1910 → komendant 14 Dywizji Piechoty[5])
- FML Walter Julius Wilhelm von Sagburg zu Pfeffers-Lehensegg, Gößlheimb und Gallo di Escalada (1910[5] – 1 XII 1911 → stan spoczynku[6])
- FML Emil von Ziegler(inne języki) (1910 – IV 1915[7] )
- GM Stanisław von Ursyn-Pruszyński (10 IV - 11 XI 1915[8])
- GM / FML Albert Abele von und zu Lilienberg(inne języki) (XI 1915 – XI 1918[7] )

Szefowie sztabu
- kpt. / ppłk SG Otto von Theuerkauf (1909 – 1913 → komendant 2. dywizjonu Pułku Dragonów Nr 13)
- ppłk SG Gedeon Bolla von Csáford-Jobbaháza (1913 – 1914)